# Alebrijes de Oaxaca Fútbol Club
L'Alebrijes de Oaxaca Fútbol Club è una società calcistica messicana di Oaxaca de Juárez. Milita nella Liga de Expansión MX, la seconda divisione del calcio messicano.

## Storia
Le origini del club sono collegate al Tecamachalco, squadra fondata ad inizio anni 2000 che scalò rapidamente le gerarchie del calcio messicano fino a guadagnare la promozione in Liga de Ascenso al termine della stagione 2011-2012.
Sebbene il posto in seconda divisione fosse garantito, mancava uno stadio dove poter disputare le partite. L'opportunità si presentò nella città di Oaxaca de Juárez, dove il club si trasferì assumendo la denominazione Alebrijes de Oaxaca. Il nome richiama le famose Alebrije, tipica opera d'arte variopinta originaria della città, a cui si ispireranno anche le future divise del club.
Il 10 dicembre 2012 venne ufficializzata la nascita del nuovo club, che avrebbe partecipato alla Liga de Ascenso a partire dalla stagione 2013 di apertura.
Giunto alla sua prima apparizione si rivelò subito la sorpresa del torneo mantenendo l'imbattibilità per 7 giornate e concludendo il tabellone principale al primo posto. Nei playoff si dovette arrendere all'Leones Negros UdeG nel doppio confronto, terminando il campionato con il miglior attacco con 28 reti segnate.
Nel 2017 vinse il suo primo campionato battendo in finale il Juárez nel torneo di Apertura. Il club non ebbe la possibilità di centrare la promozione in quanto non ne era prevista alcuna per quell'annata e fu comunque sconfitto nel match finale dai Cafetaleros (T), campioni di Clausura 2018.
Nel maggio 2019 vi fu un cambio nell'amministrazione del club: la franchigia del Grupo Tecamachalco fu sospesa per un anno in modo da rimodernarne la struttura amministrativa, con il club che venne acquistato dallo Zacatepec Siglo XXI, rimasto in pausa dal 2017 al 2019 dopo la cessione dello Zacatepec al management del Coras. La nuova proprietà decise di mantenere nome, stemma e colori sociali del club fondato nel 2012.

## Organico

### Rosa 2019-2020
| N. |                        | Ruolo | Calciatore        |
| -- | ---------------------- | ----- | ----------------- |
| 1  | Messico (bandiera)     | P     | Octavio Paz       |
| 2  | Messico (bandiera)     | D     | César Cercado     |
| 3  | Messico (bandiera)     | D     | Giovanni León     |
| 4  | Messico (bandiera)     | D     | Arturo Ledesma    |
| 5  | Messico (bandiera)     | C     | Michel García     |
| 6  | Messico (bandiera)     | D     | Alejandro Berber  |
| 7  | Messico (bandiera)     | C     | Moisés Velasco    |
| 8  | Messico (bandiera)     | C     | Jesús Henestrosa  |
| 9  | Messico (bandiera)     | A     | Luis García       |
| 10 | Messico (bandiera)     | C     | Arturo Alvarado   |
| 11 | Messico (bandiera)     | A     | Diego Jiménez     |
| 12 | Messico (bandiera)     | P     | César López       |
| 13 | Messico (bandiera)     | D     | Édgar Alaffita    |
| 14 | Messico (bandiera)     | C     | Adrián Marín      |
| 15 | Stati Uniti (bandiera) | A     | Alonso Hernández  |
| 16 | Messico (bandiera)     | D     | Manuel Marroquín  |
| 17 | Messico (bandiera)     | C     | Daniel Cisneros   |
| 18 | Messico (bandiera)     | C     | Fernando Vázquez  |
| 19 | Messico (bandiera)     | A     | Jesús Lara        |
| 20 | Uruguay (bandiera)     | A     | Leandro Rodríguez |

| N. |                        | Ruolo | Calciatore        |
| -- | ---------------------- | ----- | ----------------- |
| 21 | Messico (bandiera)     | D     | Mario Orozco      |
| 22 | Messico (bandiera)     | D     | Gerson Huerta     |
| 23 | Messico (bandiera)     | D     | Luis Lozoya       |
| 24 | Messico (bandiera)     | D     | Juan Agüayo       |
| 25 | Messico (bandiera)     | C     | José Tehuitzil    |
| 26 | Messico (bandiera)     | C     | César Aguirre     |
| 27 | Messico (bandiera)     | D     | Daniel Rendón     |
| 28 | Messico (bandiera)     | A     | Alberto González  |
| 29 | Messico (bandiera)     | D     | Henox Roque       |
| 33 | Messico (bandiera)     | C     | Rodolfo Herrera   |
| 31 | Messico (bandiera)     | P     | Francisco Canales |
| 32 | Messico (bandiera)     | C     | Jesús Miranda     |
| 33 | Messico (bandiera)     | C     | Luis Ayala        |
| 34 | Messico (bandiera)     | C     | Esteban Portillo  |
| 35 | Messico (bandiera)     | C     | Fernando Cabrera  |
| 36 | Stati Uniti (bandiera) | D     | John Estanislao   |
| 37 | Colombia (bandiera)    | A     | Franco Arizala    |
| 38 | Messico (bandiera)     | C     | Alberto Ramos     |
| 39 | Messico (bandiera)     | A     | Moisés Hipólito   |
| 40 | Iraq (bandiera)        | D     | Yohan Zetuna      |

## Palmarès

### Competizioni nazionali
- Ascenso MX: 2

Secondo posto: 2017 (Apertura), 2019 (Apertura)

### Altri piazzamenti
- Copa México: 1

Secondo posto: 2014 (Clausura)